# Lex Baebia
La Lex Baebia o ley Baebia, emitida en 181 a. C., fue una de las muchas leyes promulgadas durante la República romana para combatir el ambitus (soborno o corrupción) en el proceso electoral.
Existe cierta confusión sobre la naturaleza exacta de esta ley y si se trata de una sola ley o de dos. La Lex Baebia de Praetoribus redujo el número de pretores de seis a cuatro en años alternos. Esta ley, sin embargo, parece que no llegó más allá del 177 a. C. Con esta ley se habría intentado reducir el ambitus en las elecciones consulares.
En la Hispania Citerior y la Hispania Ulterior, la Lex Baebia creó dos propretores permanentes.
Una segunda, Lex Cornelia Baebia de ambitu, implicaba combatir a los candidatos que utilizaban el soborno electoral para obtener votos. Ambas leyes tenían un propósito similar, enfrentarse al ambitus. Los que llevaron a cabo estas leyes fueron el cónsul plebeyo Marco Bebio Tánfilo y su colega Publio Cornelio Cetego.